# دانی (فرانسه)
دانی (فرانسه) (به فرانسوی: Dagny) یک کمون در فرانسه است که در Canton of Ferté-Gaucher واقع شده‌است.

## خصوصیات
دانی ۷٫۸۹ کیلومترمربع مساحت و ۳۴۱ نفر جمعیت دارد.